# K. V. Vijayendra Prasad
 (mai 2021).
La mise en forme du texte ne suit pas les recommandations de Wikipédia : il faut le « wikifier ».
Les points d'amélioration suivants sont les cas les plus fréquents :
- Les titres sont pré-formatés par le logiciel. Ils ne sont ni en capitales, ni en gras.
- Le texte ne doit pas être écrit en capitales (les noms de famille non plus), ni en gras, ni en italique, ni en « petit »…
- Le gras n'est utilisé que pour surligner le titre de l'article dans l'introduction, une seule fois.
- L'italique est rarement utilisé : mots en langue étrangère, titres d'œuvres, noms de bateaux, etc.
- Les citations ne sont pas en italique mais en corps de texte normal. Elles sont entourées par des guillemets français : « et ».
- Les listes à puces sont à éviter, des paragraphes rédigés étant largement préférés. Les tableaux sont à réserver à la présentation de données structurées (résultats, etc.).
- Les appels de note de bas de page (petits chiffres en exposant, introduits par l'outil «  Source ») sont à placer entre la fin de phrase et le point final[comme ça].
- Les liens internes (vers d'autres articles de Wikipédia) sont à choisir avec parcimonie. Créez des liens vers des articles approfondissant le sujet. Les termes génériques sans rapport avec le sujet sont à éviter, ainsi que les répétitions de liens vers un même terme.
- Les liens externes sont à placer uniquement dans une section « Liens externes », à la fin de l'article. Ces liens sont à choisir avec parcimonie suivant les règles définies. Si un lien sert de source à l'article, son insertion dans le texte est à faire par les notes de bas de page.
- La présentation des références doit suivre les conventions bibliographiques. Il est recommandé d'utiliser les modèles {{Ouvrage}}, {{Chapitre}}, {{Article}}, {{Lien web}} et/ou {{Bibliographie}}. Le mode d'édition visuel peut mettre en forme automatiquement les références.
- Insérer une infobox (cadre d'informations à droite) n'est pas obligatoire pour parachever la mise en page.

Pour une aide détaillée, merci de consulter Aide:Wikification.
Si vous pensez que ces points ont été résolus, vous pouvez retirer ce bandeau et améliorer la mise en forme d'un autre article.
 (mai 2021).
Si vous disposez d'ouvrages ou d'articles de référence ou si vous connaissez des sites web de qualité traitant du thème abordé ici, merci de compléter l'article en donnant les références utiles à sa vérifiabilité et en les liant à la section « Notes et références ».
Koduri Viswa Vijayendra Prasad est un scénariste et réalisateur indien. Principalement connu pour ses œuvres dans le cinéma telugu et hindi, il réalise en 2011 le film Rajanna, tourné en telugu, qui remporte le prix Nandi du meilleur long métrage.

## Biographie
Depuis 1988, K. V. Vijayendra Prasad est le scénariste de plus de vingt-cinq films, dont la plupart sont des superproductions,. Au cours de sa carrière, il écrit les scénarios de Bajrangi Bhaijaan, sorti en 2015, de La Légende de Baahubali - 1re partie, sorti en 2015, de La Légende de Baahubali - 2e partie, sorti en 2016, de Mersal, sorti en 2017, et Manikarnika : la reine de Jhansi, sorti en 2019,,,.

## Vie privée
K. V. Vijayendra Prasad est marié avec Raja nandini. Il est le père du cinéaste S. S. Rajamouli, né en 1973, et l'oncle des compositeurs de musique M. M. Keeravani, M. M. Srilekha, Kalyani Malik et de l'écrivain Sivasri Kanchi.

## Filmographie

### Films

#### Réalisateur
- 1996 : Arthangi
- 2006 : Sri Krishna
- 2011 : Rajanna
- 2017 : SriValli

#### Scénariste
- 1988 : Janaki Ramudu
- 1994 : Bobbili Simham
- 1994 : Bangaru Kutumbam
- 1995 : Gharana Bullodu
- 1996 : Sarada Bullodu
- 1996 : Appaji
- 1998 : Kurubana Rani
- 1998 : Rana
- 1999 : Samarasimha Reddy
- 2003 : Simhadri
- 2004 : Sye
- 2004 : Vijayendra Varma
- 2005 : Naa Alludu
- 2005 : Chatrapati
- 2006 : Pandu Ranga Vittala
- 2006 : Vikramarkudu
- 2007 : Yamadonga
- 2009 : Mitrudu
- 2009 : Magadheera
- 2015 : Baahubali: le début
- 2015 : Bajrangi Bhaijaan
- 2016 : Jaguar
- 2017 : La Légende de Baahubali - 2e partie
- 2017 : Mersal (scénario co-écrit)
- 2019 : Manikarnika: La reine de Jhansi
- 2021 : Thalaivi
- 2021 : RRR

### Télévision
(juin 2021).
- Aarambh (Star Plus)
- Écrivain Ganga Manga (Zee Telugu)

## Récompenses
- Prix Nandi du meilleur long métrage[Quand ?] - Rajanna
- Prix Filmfare 2016 de la meilleure histoire pour Bajrangi Bhaijaan
- Sony Guild Awards 2016 de la meilleure histoire pour Bajrangi Bhaijaan
- The Iconic Trade Achiever of the Year - Prix 2015 d'Indywood Film Market[Quoi ?]